# Douglas DC-2

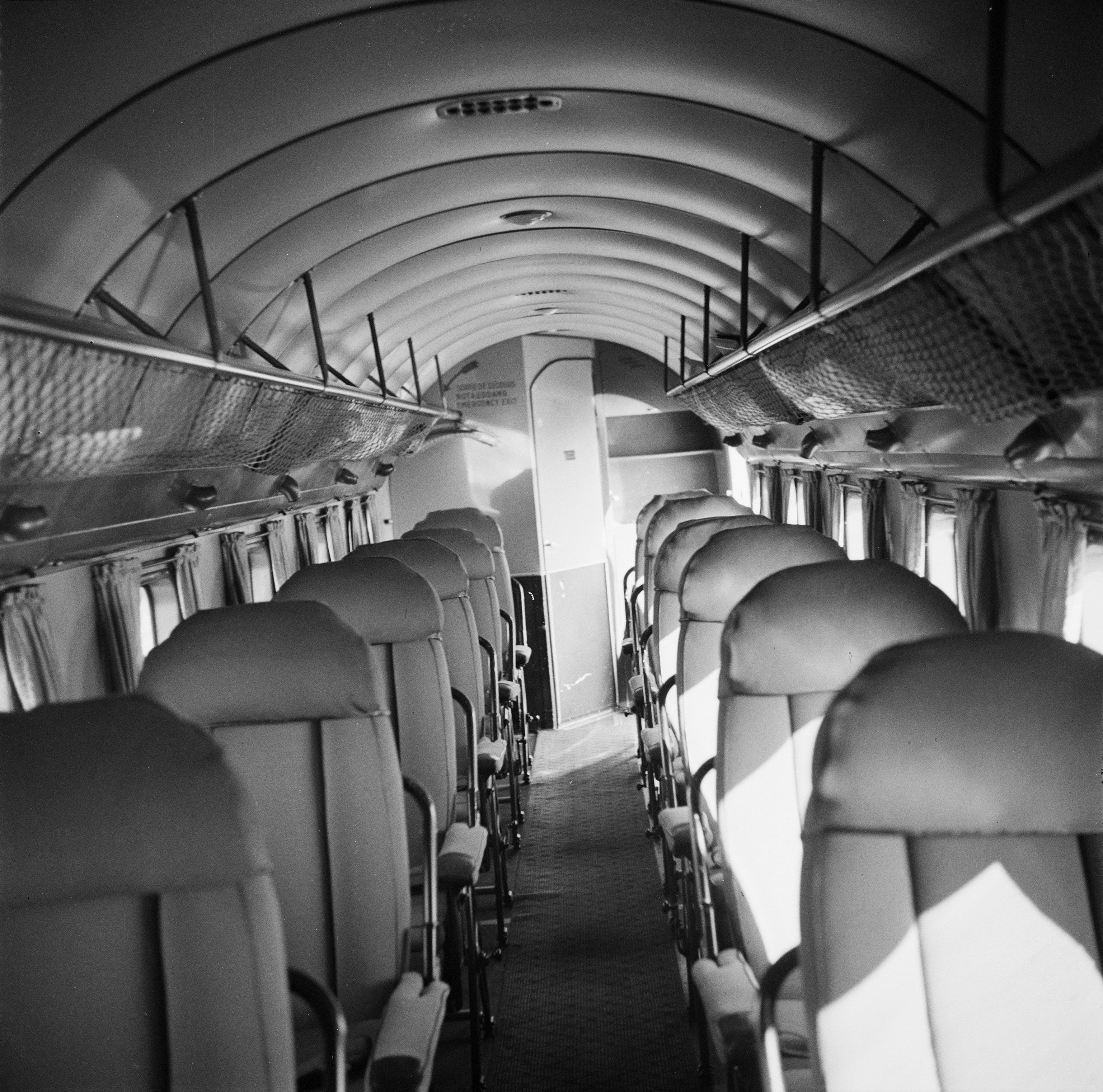
Cabine van een DC-2 van Swissair.

De Douglas DC-2 was een tweemotorig aluminium vliegtuig voor 14 passagiers, gebouwd door de Douglas Aircraft Company, dat in 1934 in productie werd genomen. In dat jaar werd de reputatie van de DC-2 internationaal gevestigd doordat de Uiver van de KLM een spectaculaire wedstrijdvlucht van Londen naar Australië maakte als deelnemer aan de Melbourne race. Er zijn in totaal 193 toestellen van dit model gebouwd. Door de komst van de zeer succesvolle opvolger Douglas DC-3 is de rol van de DC-2 relatief beperkt gebleven.

## Geschiedenis
Tot de jaren 30 bestonden vliegtuigen meestal uit een geraamte van hout, overspannen met textiel. Na enkele serieuze ongelukken werd de roep om metalen vliegtuigen steeds groter, omdat aangenomen werd dat deze veiliger waren. Het eerste geheel metalen verkeersvliegtuig was de Boeing 247, die 10 passagiers kon meenemen. Omdat van dat toestel vrijwel de gehele productie voor United Airlines was gereserveerd, deed de maatschappij TWA (Transcontinental and Western Air, het latere Trans World Airlines), een oproep aan een aantal andere fabrikanten om ook een geheel metalen toestel te ontwikkelen. Douglas' antwoord op deze oproep was de uit aluminium gebouwde Douglas DC-1, die vanaf juli 1933 succesvolle proefvluchten maakte. Daaruit werd een productieversie ontwikkeld die iets langer was en sterkere motoren kreeg. Deze had een topsnelheid van 338 km/u op 2070 meter hoogte en een maximale vlieghoogte van 6930 meter. De typeaanduiding werd DC-2.
Het toestel maakte wereldwijd indruk. TWA bestelde 32 toestellen waarvan het eerste op 11 mei 1934 vloog. Andere Amerikaanse en ook Europese maatschappijen, waaronder KLM, LOT en Swissair, volgden. De KNILM (Koninklijke Nederlandsch-Indische Luchtvaart Maatschappij) kocht ook drie exemplaren. Een daarvan bestaat nog steeds in Australië. In juni 1934 waren reeds 75 exemplaren besteld. In totaal werden 193 DC-2's in diverse versies gebouwd, waarvan 62 in diverse uitvoeringen voor het Amerikaanse leger (het United States Army Air Corps).
De opvolger van de DC-2 werd de Douglas DC-3, die eind 1935 zijn eerste proefvlucht maakte. Er zijn vanaf 1936 meer dan 10.000 van gebouwd. Deze had dezelfde algemene opzet als de DC-2, maar was groter, had krachtiger motoren en was economischer in het gebruik.

## KLM

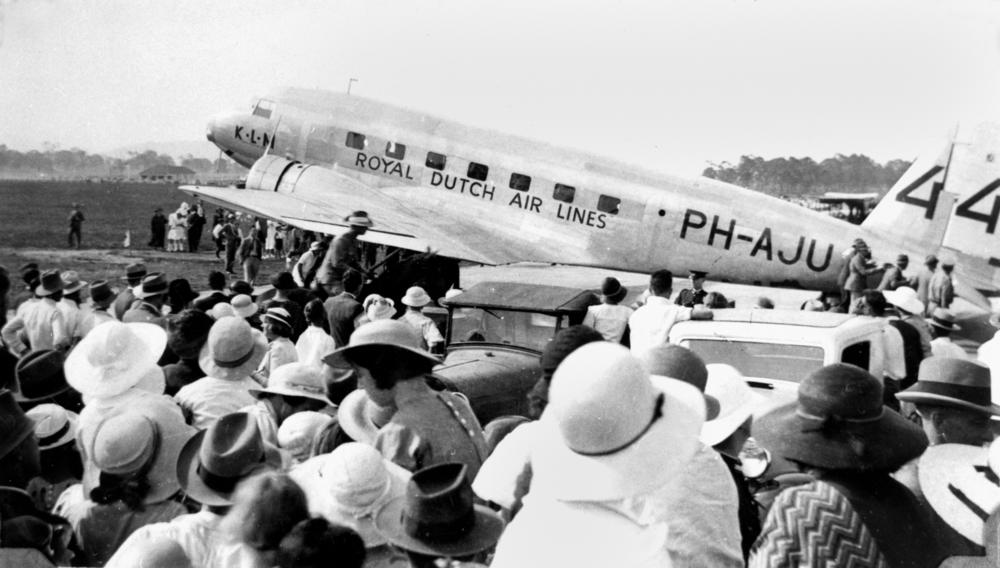
De Douglas DC-2 PH-AJU Uiver van de KLM in 1934 in Albury (Australië).

De toestellen voor de Europese markt werden verkocht door Fokker, die het verkooprecht van de DC-2 had. Fokkers eigen producten F.XXXVI en F.XXII, die volgens de conventionele methode gebouwd waren met een houten vleugel en een met linnen bespannen frame van stalen buizen, waren kansloos tegenover de aluminium concurrent uit Amerika. Hoewel Fokker ook een productielicentie had verworven, werden alle toestellen door Douglas zelf in Santa Monica (Californië) gebouwd. Ze werden na de proefvluchten van vleugels en motoren ontdaan en verscheept naar Europa, waar ze door Fokker in Rotterdam (vliegveld Waalhaven) of Cherbourg weer werden gecompleteerd.
In 1934 was de KLM de eerste maatschappij buiten de VS die met de DC-2 vloog. De eerste DC-2, de PH-AJU Uiver, werd wereldberoemd door het winnen van de eerste prijs in het handicapklassement van de luchtrace Londen - Melbourne in oktober 1934. In het algemeen klassement van deze race werd de Uiver tweede, met slechts de speciaal voor deze race gebouwde De Havilland DH.88 Grosvenor House vóór zich. Nog voor het einde van hetzelfde jaar 1934 (en nog vóór de aflevering van de veertien bestelde DC-2's aan de KLM) ging de Uiver bij een vliegramp in de Syrische woestijn ten onder.  
Na de serie van veertien stuks uit 1935 werden in 1936 nog drie DC-2's aan de KLM nageleverd. Het totaal aantal werd hierdoor achttien, maar door diverse verliezen hebben ze nooit alle achttien tegelijk dienstgedaan. De toestellen vlogen op de route van Amsterdam naar Batavia (Nederlands-Indië) in de versie voor 7 passagiers en op het Europese en binnenlandse net met 14 zitplaatsen. In 1937 werden ze op de Batavia-lijn vervangen door de DC-3.
In de praktijk bleken ook de aluminium vliegtuigen niet immuun voor gevaren. Vijf van de achttien DC-2's van de KLM gingen al relatief snel bij vliegtuigongelukken verloren:
- 20 december 1934, na een dienstperiode van drie maanden: PH-AJU Uiver bij Rutbah Wells in het Irakese deel van de Syrische woestijn, alle 7 inzittenden omgekomen;
- 17 juli 1935, na een dienstperiode van 2½ maand: PH-AKM Maraboe in Bushir in Iran uitgebrand, alle inzittenden ongedeerd;
- 20 juli 1935, na een dienstperiode van vier maanden: PH-AKG Gaai in een Alpenvallei in Ticino, alle 13 inzittenden omgekomen;
- 9 december 1936, na een dienstperiode van een jaar en 7½ maand: PH-AKL Lijster bij Croydon (Londen), 15 van de 17 inzittenden omgekomen;
- 28 juli 1937, na een dienstperiode van een jaar en 3½ maand: PH-ALF Flamingo bij Halle (België), alle 15 inzittenden omgekomen.

Deze vliegrampen riepen veel commotie, vragen en kritiek op, waarbij pers en publiek zich afvroegen of de keuze voor het Amerikaanse product verstandig was geweest. KLM-directeur Albert Plesman heeft deze beslissing echter altijd verdedigd en het beleid doorgezet. Tegen het einde van de jaren dertig was de vloot grotendeels op de DC-2 en DC-3 gestandaardiseerd, waardoor de dienstregeling en het technisch onderhoud efficiënt konden worden georganiseerd.
De DC-3 kreeg de overhand en in 1939 had de KLM voor de meeste DC-2's geen emplooi meer, mede doordat de Europese oorlogssituatie beperkingen oplegde aan de lijndiensten. Overwogen werd een aantal machines te verkopen. Begin 1940 werd de PH-AKH Haan via een Zweedse maatschappij verkocht aan Finland. Dit toestel bestaat nog steeds en bevindt zich in een Fins luchtvaartmuseum. Bij de Duitse aanval op Schiphol op 10 mei 1940 verloor de KLM vijf DC-2's door onherstelbare schade. Zes andere exemplaren werden gevorderd door de Luftwaffe, die ze na de Nederlandse capitulatie overdroeg aan de Lufthansa. De als enige overgebleven DC-2 PH-ALE Edelvalk, die in mei 1940 in het neutrale Portugal verbleef, werd ingezet op de door de KLM voor de Britten gevlogen oorlogslijndienst Lissabon – Londen. Dit toestel is de enige KLM DC-2 die na de bevrijding nog op Schiphol is terug geweest.

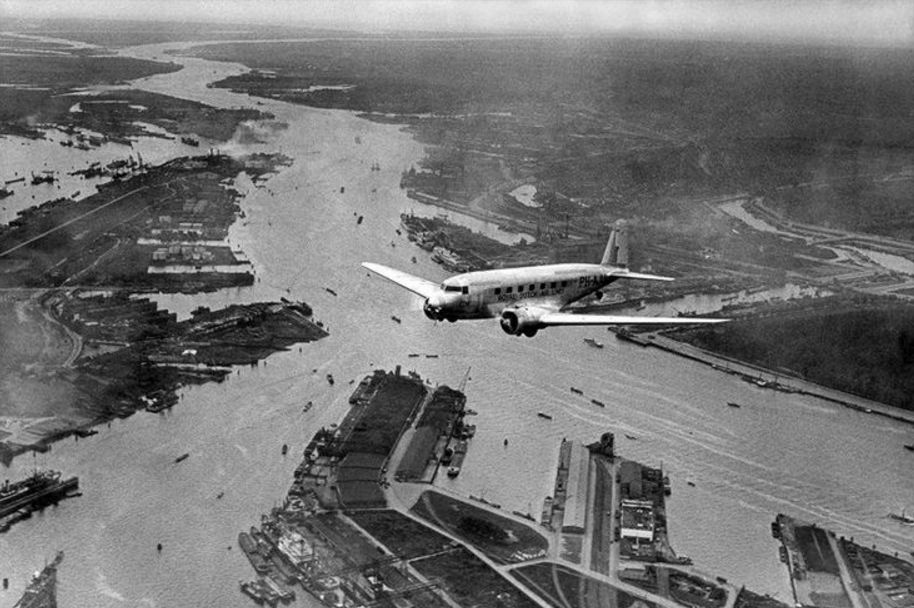
De eerste DC-2 Uiver van de KLM maakt de eerste vlucht boven de haven van Rotterdam; 19 september 1934.
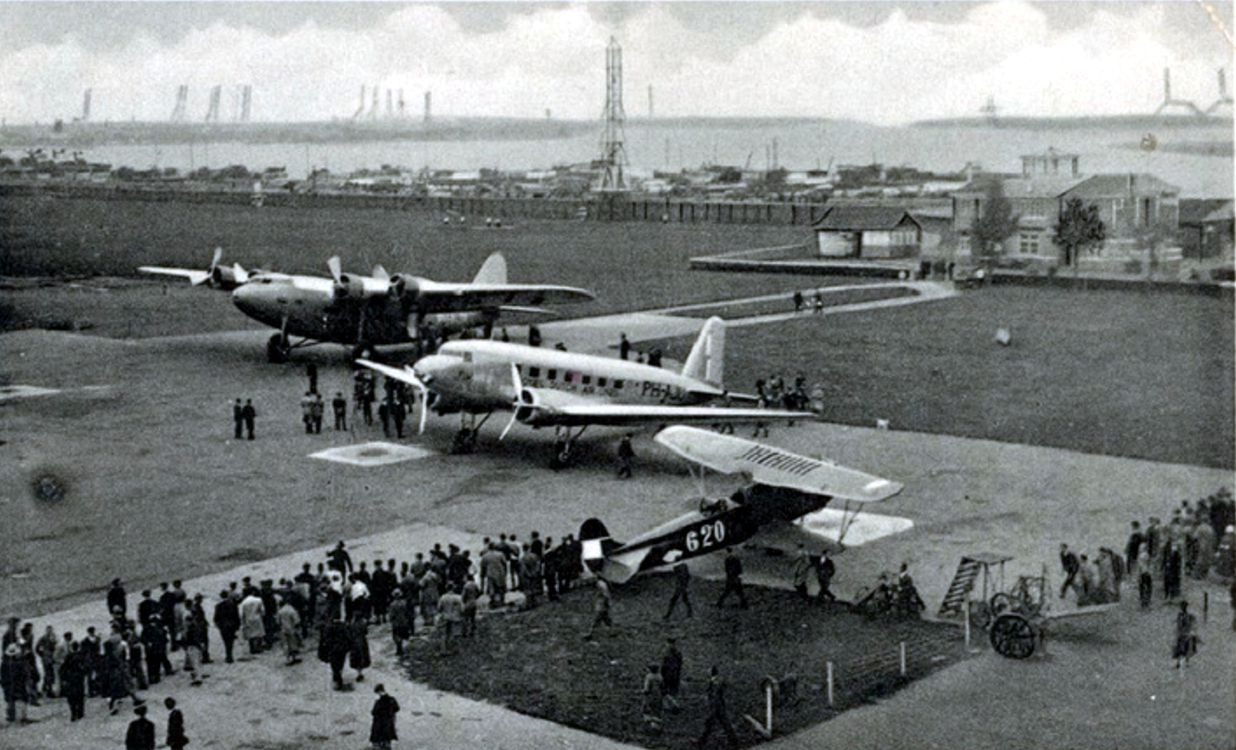
KLM Douglas DC-2 Uiver naast de Fokker F.XXXVI Arend op vliegveld Waalhaven.
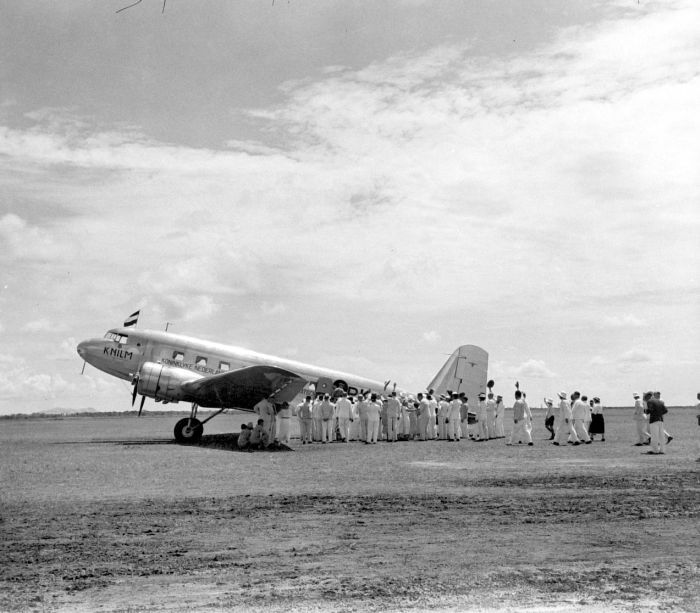
DC-2 van de KNILM in Nederlands-Indië; 1935.
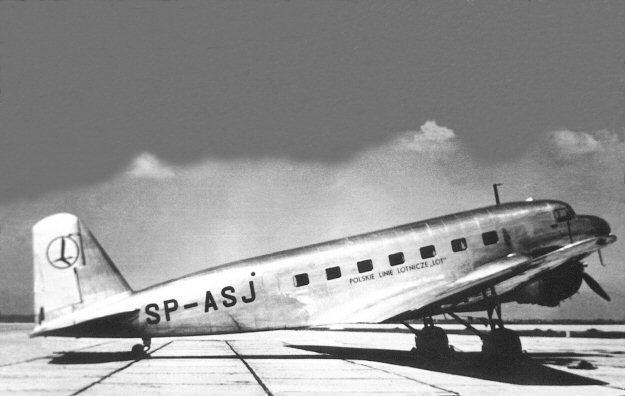
DC-2 van de Poolse LOT in 1937.
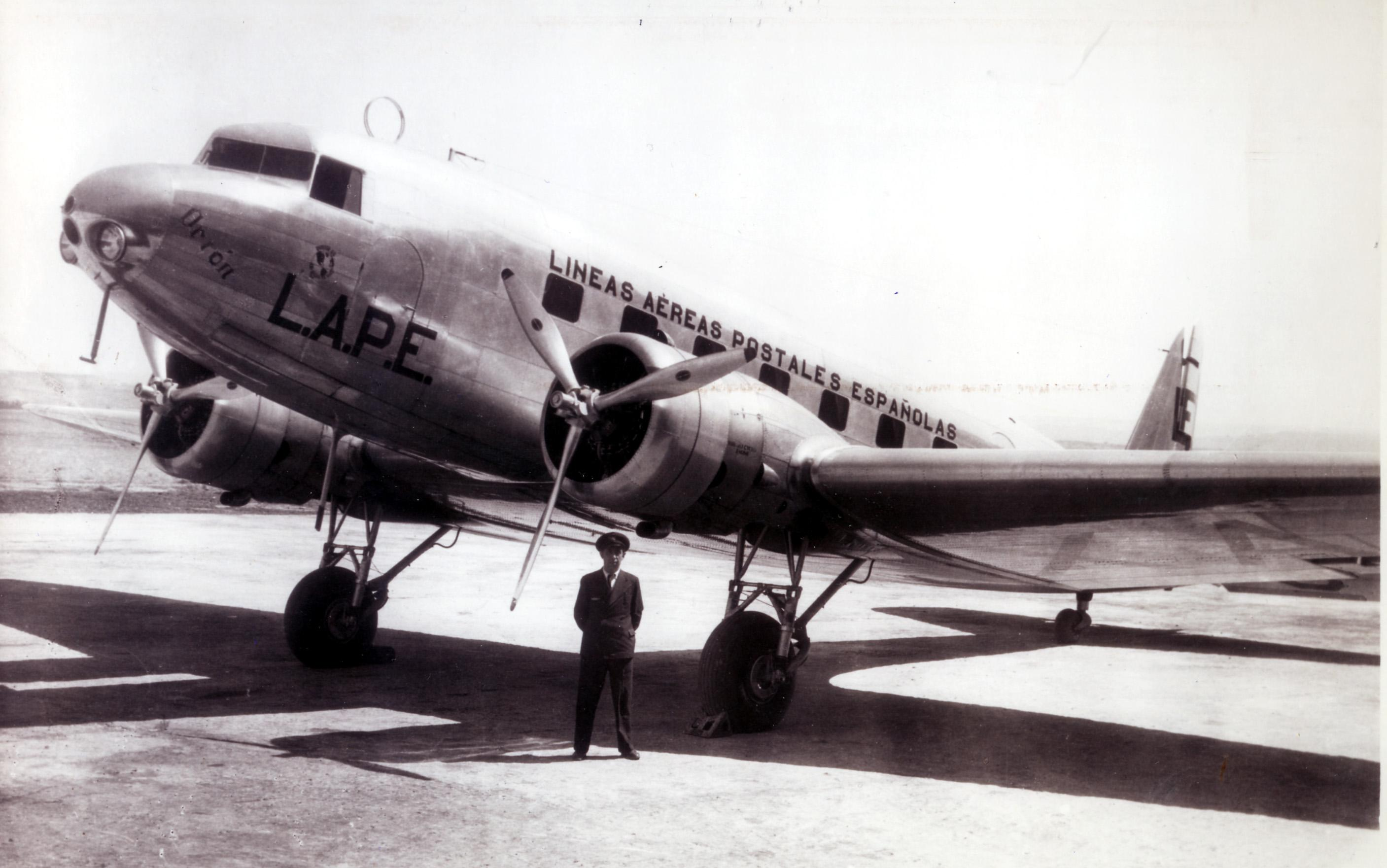
DC-2 van de Spaanse LAPE.
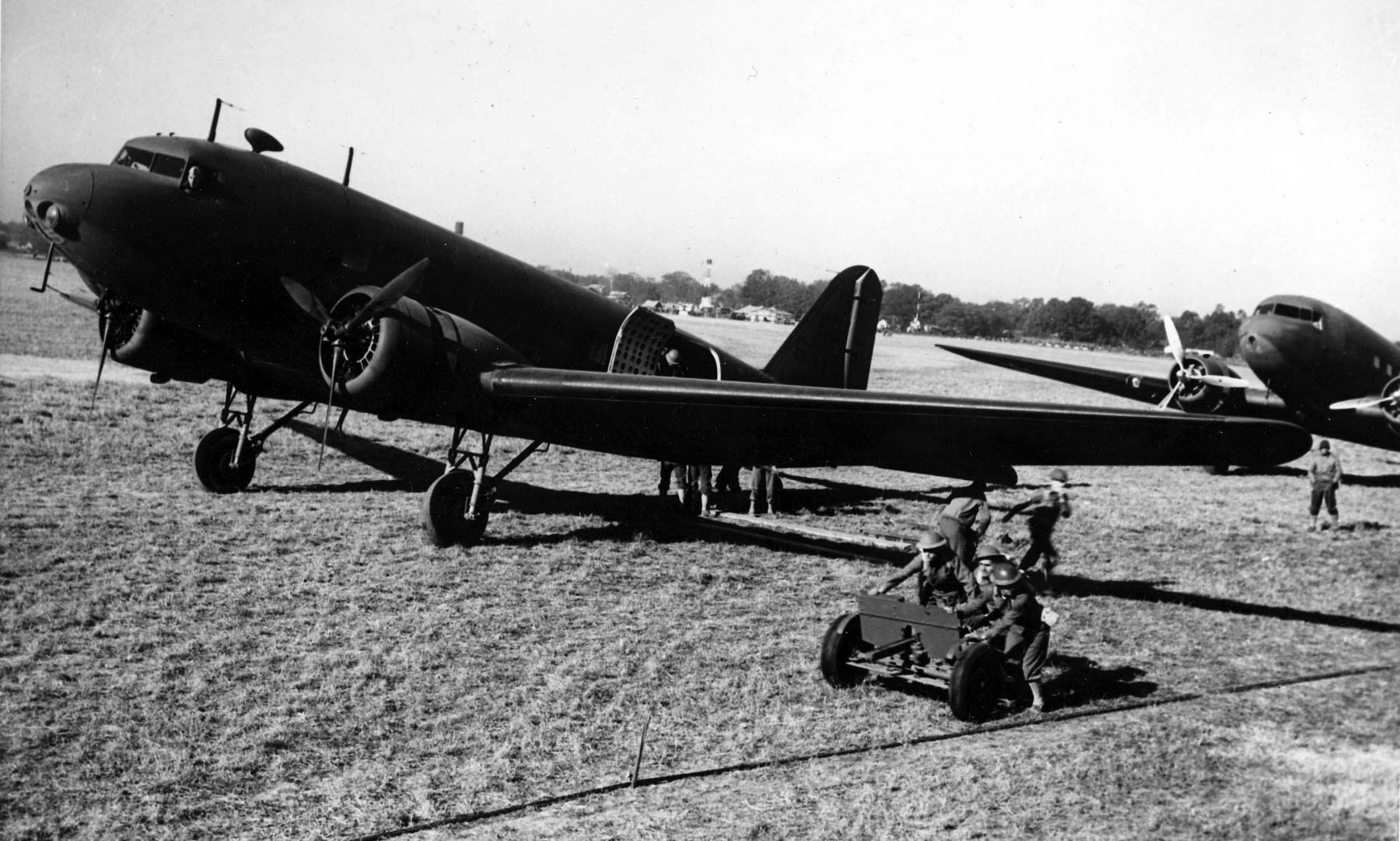
Militaire versie C-33 bij het US Army Air Corps.
DC-2 op Formosa (Taiwan)
Passagiers voor een DC-2 van Swissair op Flugplatz Zürich-Dübendorf

## DC-2's in de 21e eeuw
Er zijn diverse DC-2's bewaard gebleven, waarvan twee luchtwaardig zijn.
Luchtwaardig
- c/n 1404: Het Nationaal Luchtvaart-Themapark Aviodrome op Lelystad Airport bezit een van de twee DC-2's die nog kunnen vliegen. Dit vliegtuig heeft in 1983-1984 de vlucht van de Uiver van vijftig jaar eerder onder veel belangstelling overgedaan. In 1999 werd het van de Amerikaanse eigenaar gekocht door een daartoe opgerichte Nederlandse stichting. Het toestel werd tot 2005 soms ingezet tijdens vliegshows. In juli 2005 is het door zijn landingsgestel gezakt, maar in juni 2007 was het weer volledig vliegwaardig. Dit toestel, dat aanvankelijk eigendom was van de US Navy, is geschilderd in de kleuren van de originele Uiver, en voert die naam en de fictieve registratie PH-AJU, maar ook de eigenlijke registratie NC39165.
- c/n 1368: Een voormalig Pan Am toestel staat in TWA-uitmonstering in het Museum of Flight in Seattle en is luchtwaardig.

Niet luchtwaardig
- c/n 1286: In Albury (Australië), waar de Uiver in 1934 een spectaculaire landing en start maakte, is ter herinnering een ex-RAAF DC-2 in de KLM-uitmonstering van de Uiver opgesteld. Deze DC-2 wordt gerestaureerd.
- c/n 1288: De Dutch Dakota Association in Nederland had een van Eastern Airlines afkomstige DC-2 in bezit, die niet luchtwaardig is. Het was oorspronkelijk de bedoeling ook dit toestel weer in de lucht te brengen, maar na onderzoek is deze doelstelling niet haalbaar gebleken. Op 31 mei 2018 werd dit toestel overgebracht van Eindhoven Airport naar het Nederlands Transport Museum te Nieuw Vennep, waar het tentoongesteld stond met een KNILM-uiterlijk en de registratie PK-AFK.[3] Het museum, dat door huisvestingsproblemen in 2023 werd gesloten, werd in februari 2025 definitief opgeheven.
- c/n 1354: Het Finnish Air Force Museum in Tikkakoski (Jyväskylä)[4] heeft de vroegere PH-AKH Haan van de KLM in bezit.
- c/n 1376: De vroegere PK-AFL, een van de drie DC-2's van de KNILM, is eigendom van een particulier in Sydney, die dit toestel in luchtwaardige staat wil restaureren. Het werd in 1942 overgedragen aan de geallieerde strijdkrachten in Australië en heeft van 1944 tot 1965 voor verschillende Australische luchtvaartmaatschappijen gevlogen.
- c/n 1562: Er staat een romp zonder vleugels in het Finnish Aviation Museum in Vantaa.[5]

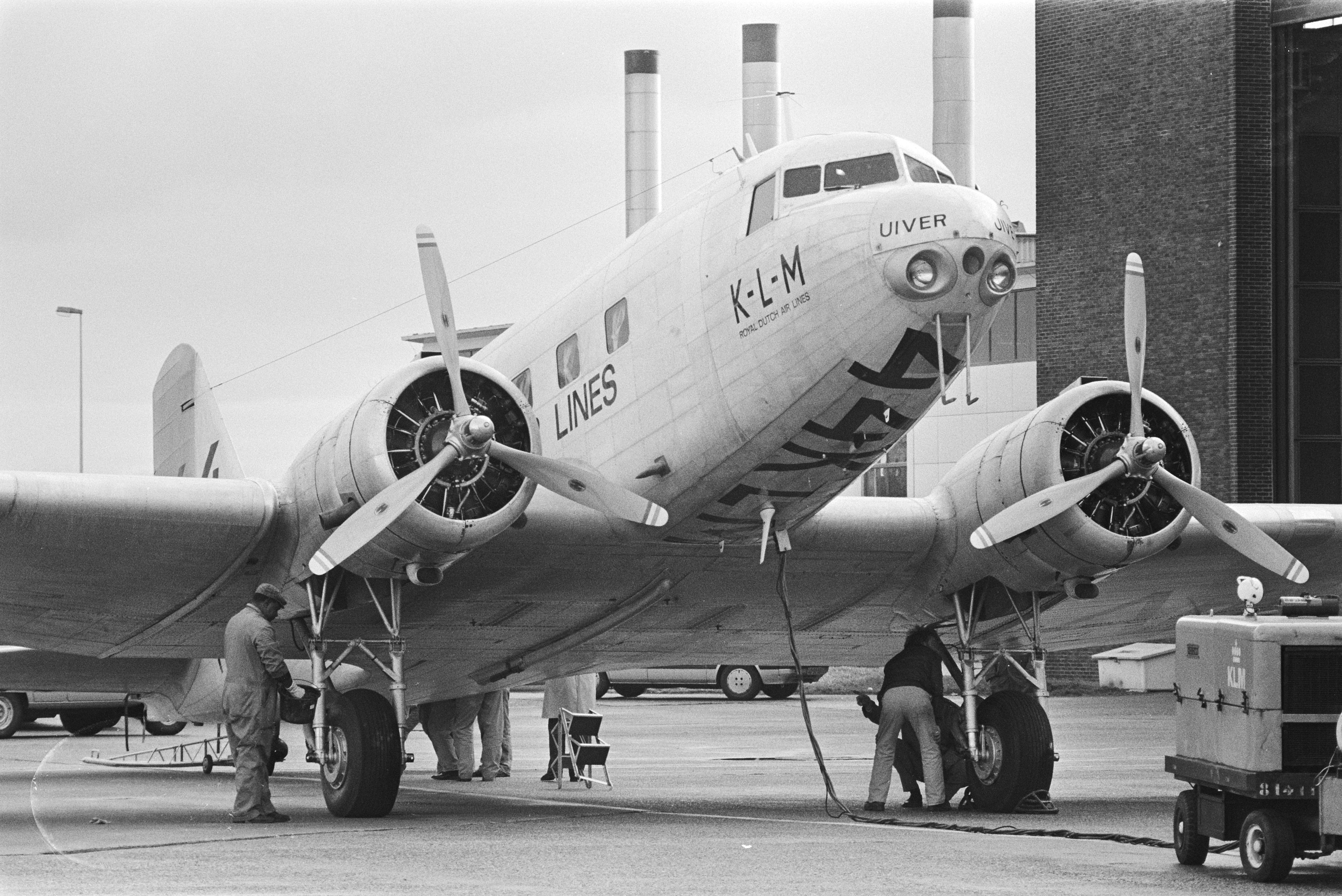
c/n 1404: DC-2 (de tweede PH-AJU Uiver) op Schiphol gereed voor een proefvlucht; 16 november 1983.
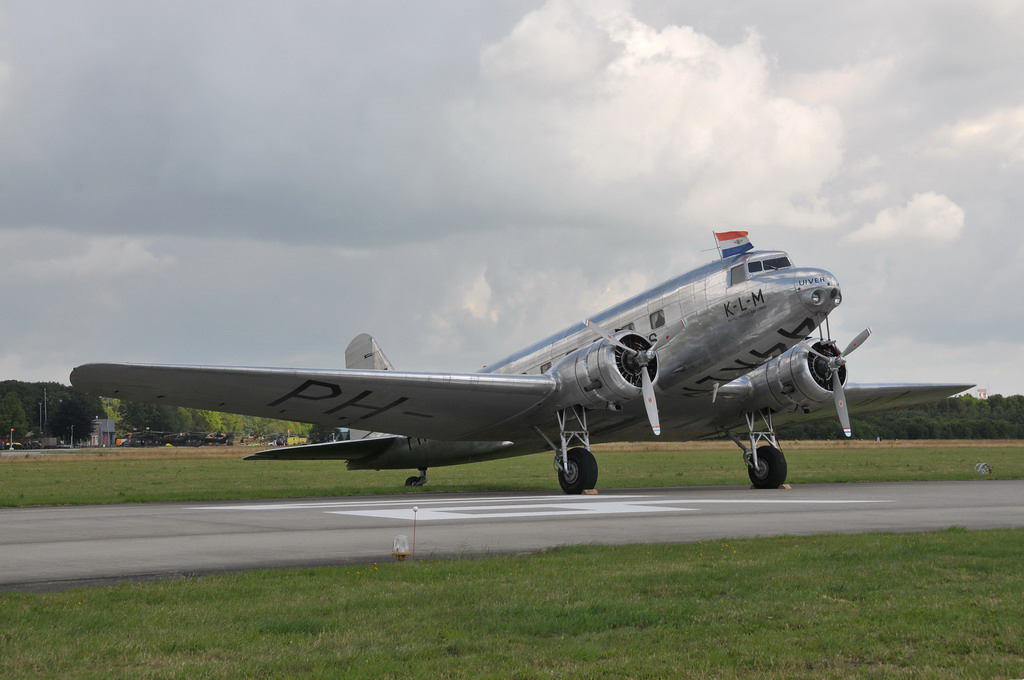
c/n 1404: Hetzelfde toestel op de vliegbasis Volkel.
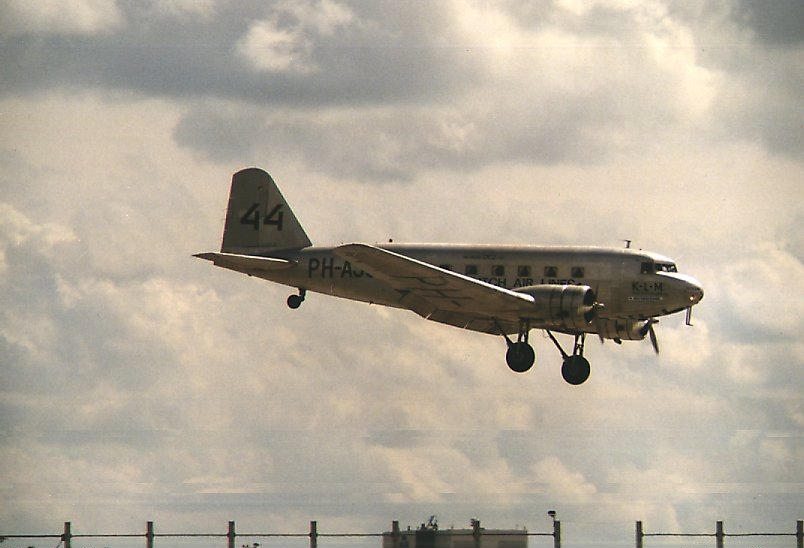
c/n 1404: Hetzelfde toestel, eigendom van het Aviodrome, landt op Schiphol in 1999.
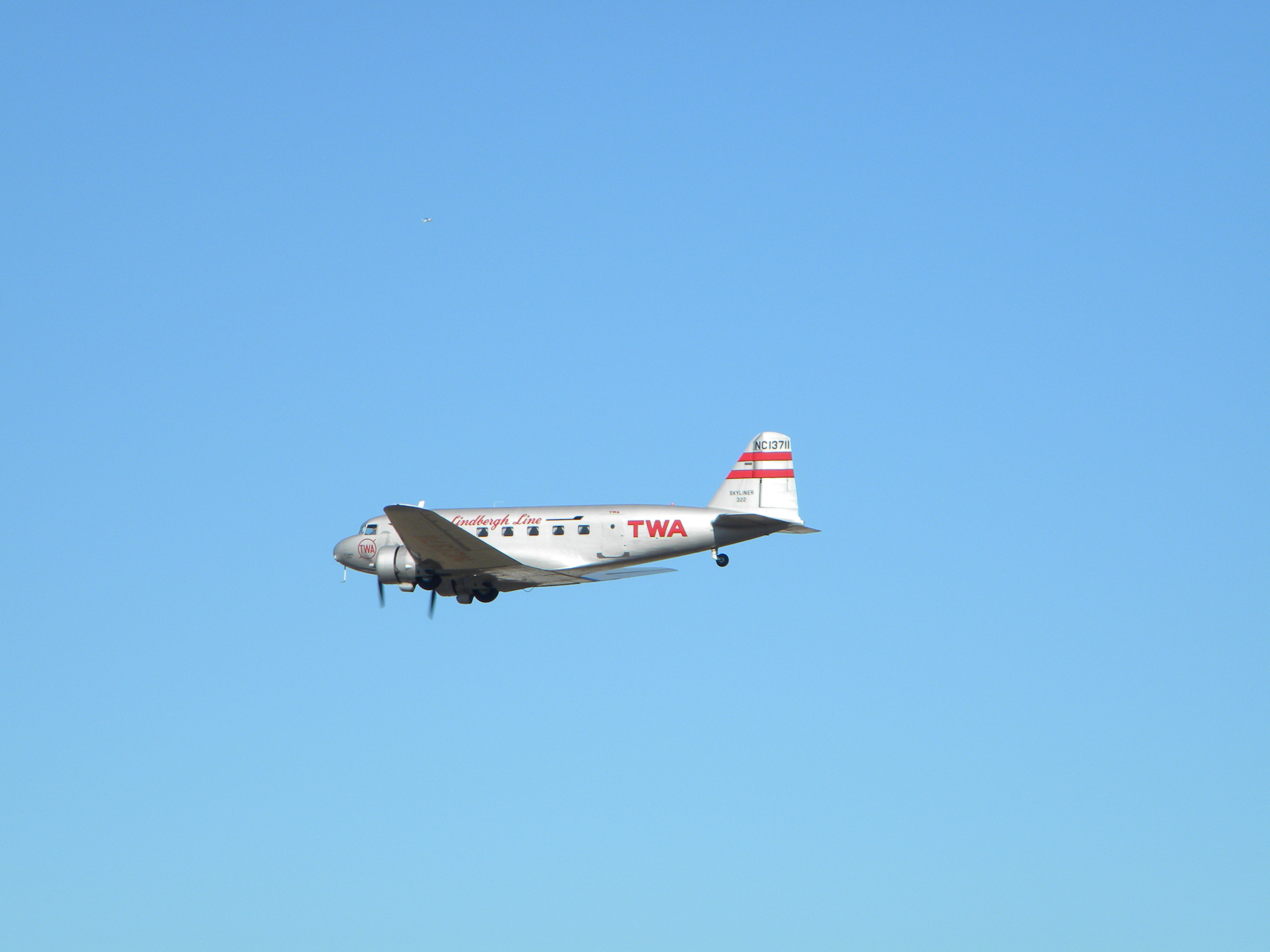
c/n 1368: De andere nog vliegende DC-2 van het Museum of Flight in Seattle, in 2011.
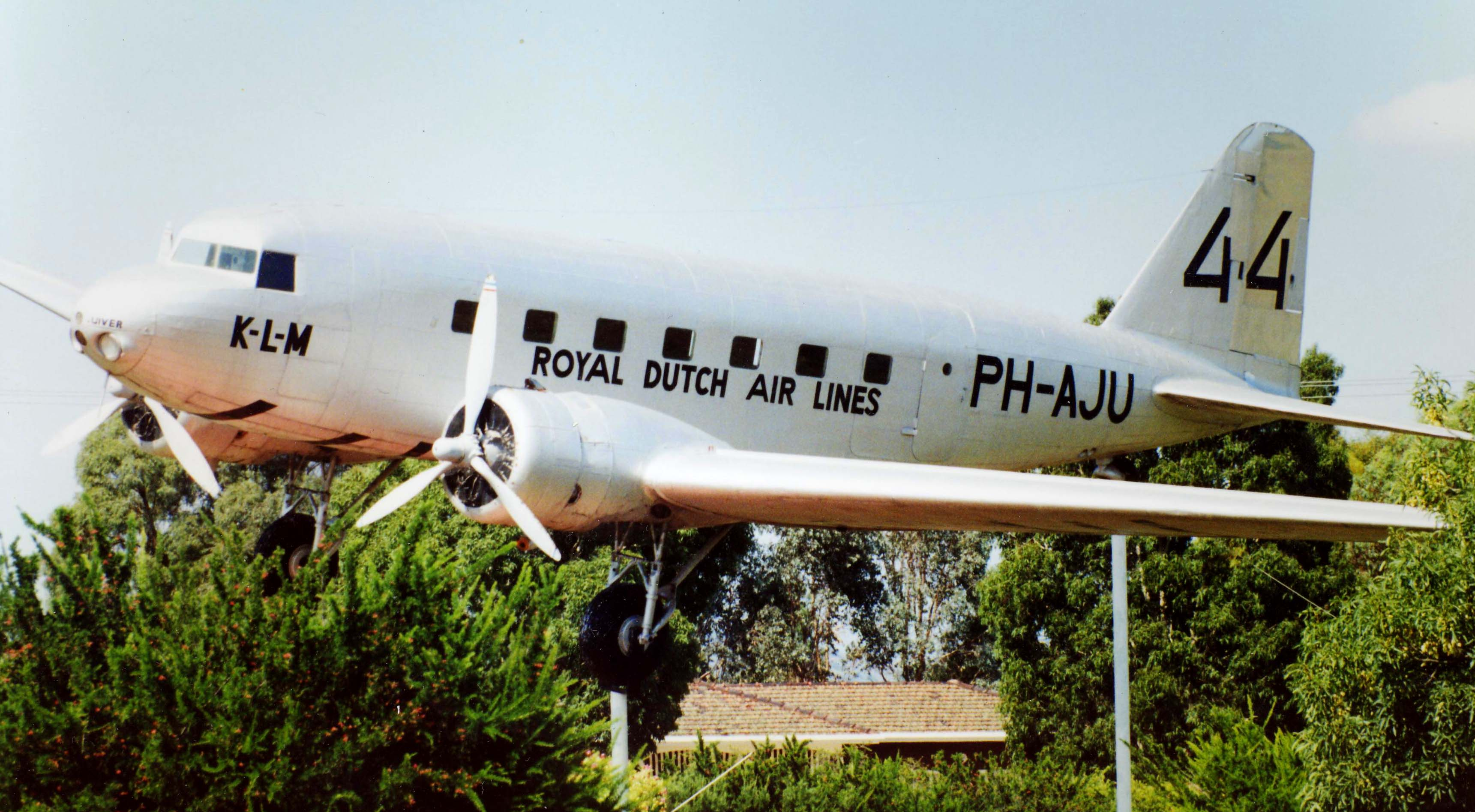
c/n 1286: Ter herinnering aan de Uiver een ex-RAAF DC-2 in Albury (Australië).
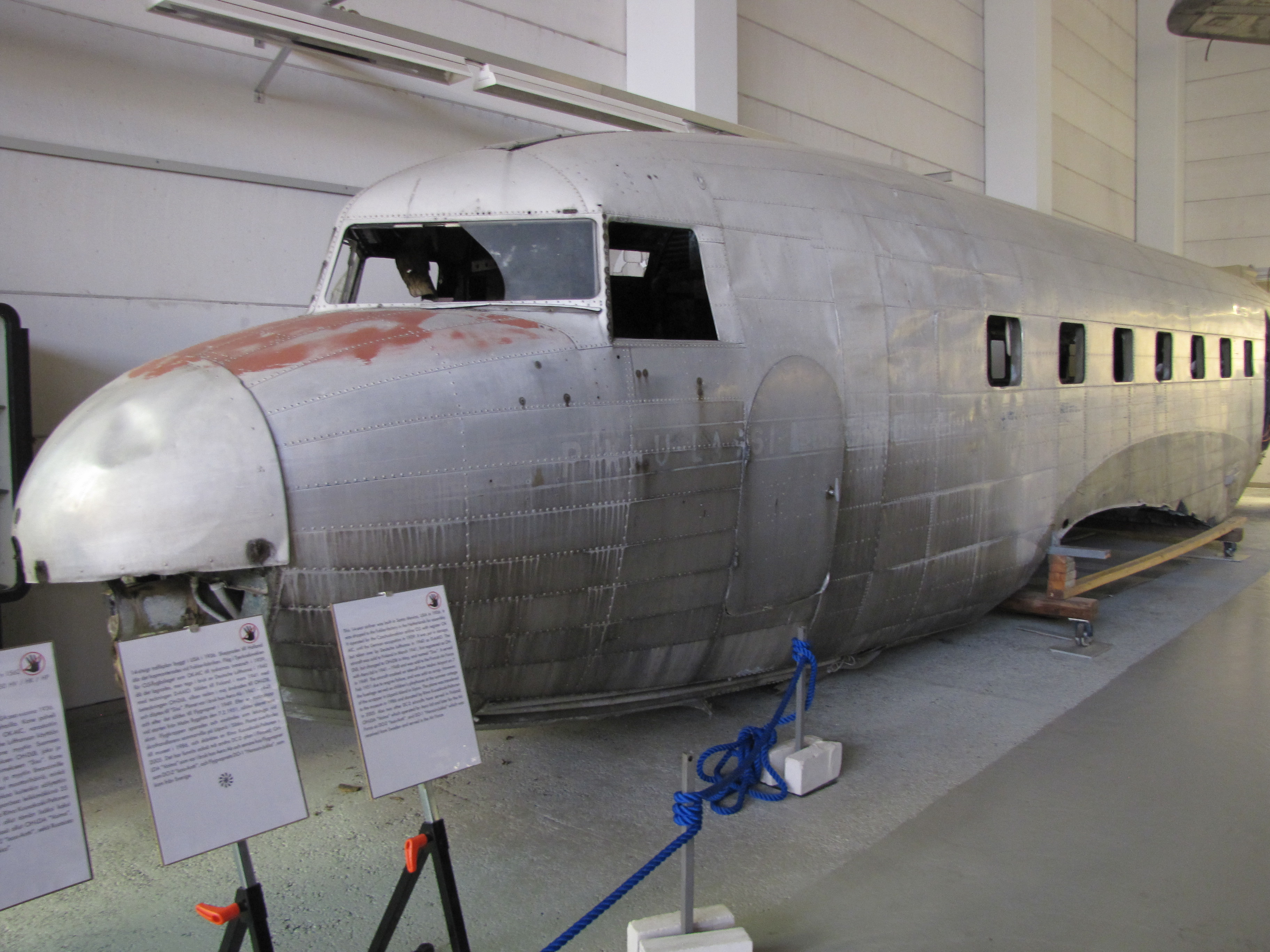
c/n 1562: Vleugelloze vliegtuigromp in het Finnish Aviation Museum.
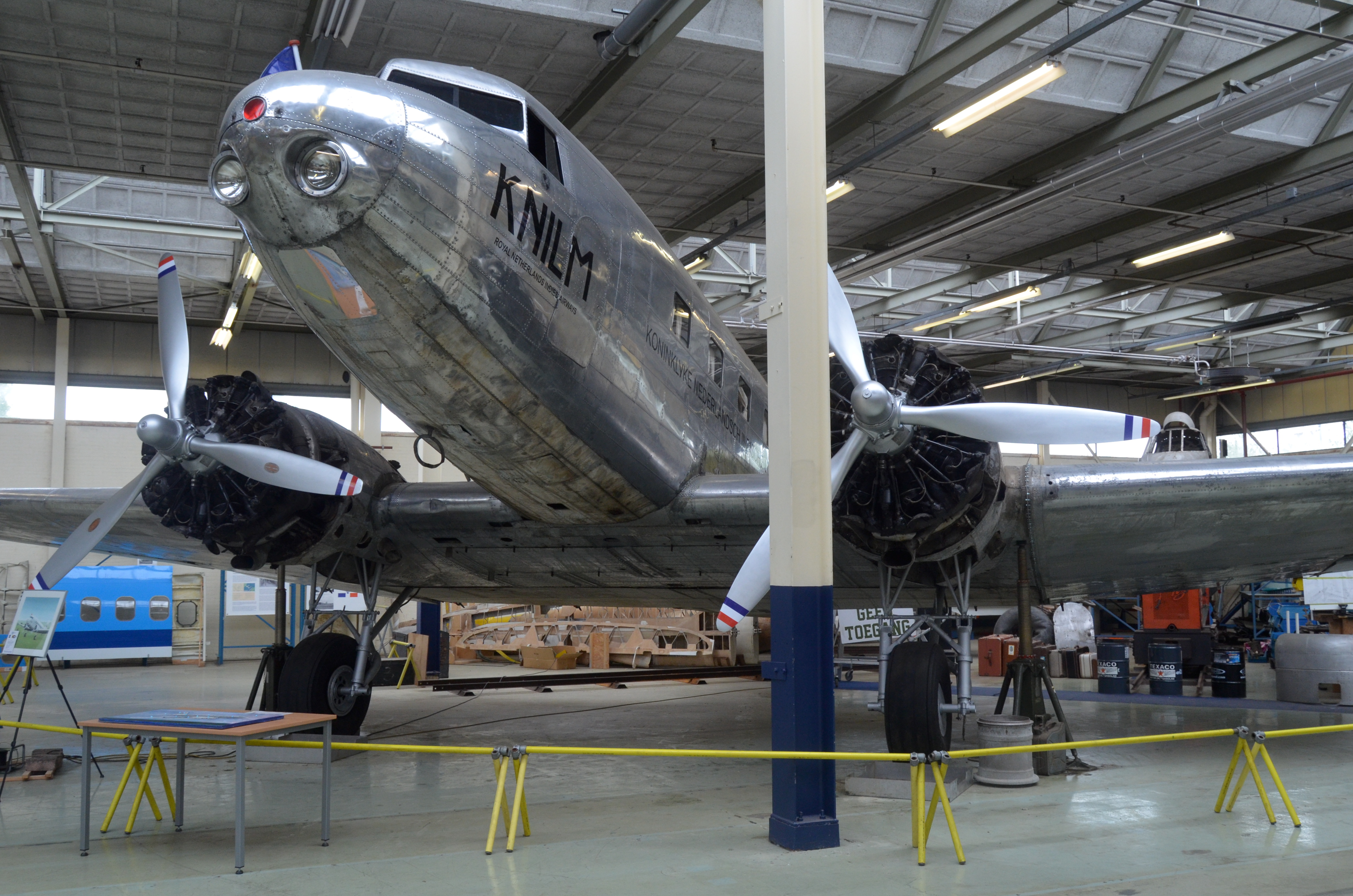
c/n 1288: Douglas DC-2 als PH-AFK in KNILM-gedaante in het Nederlands Transport Museum; 31 augustus 2021.
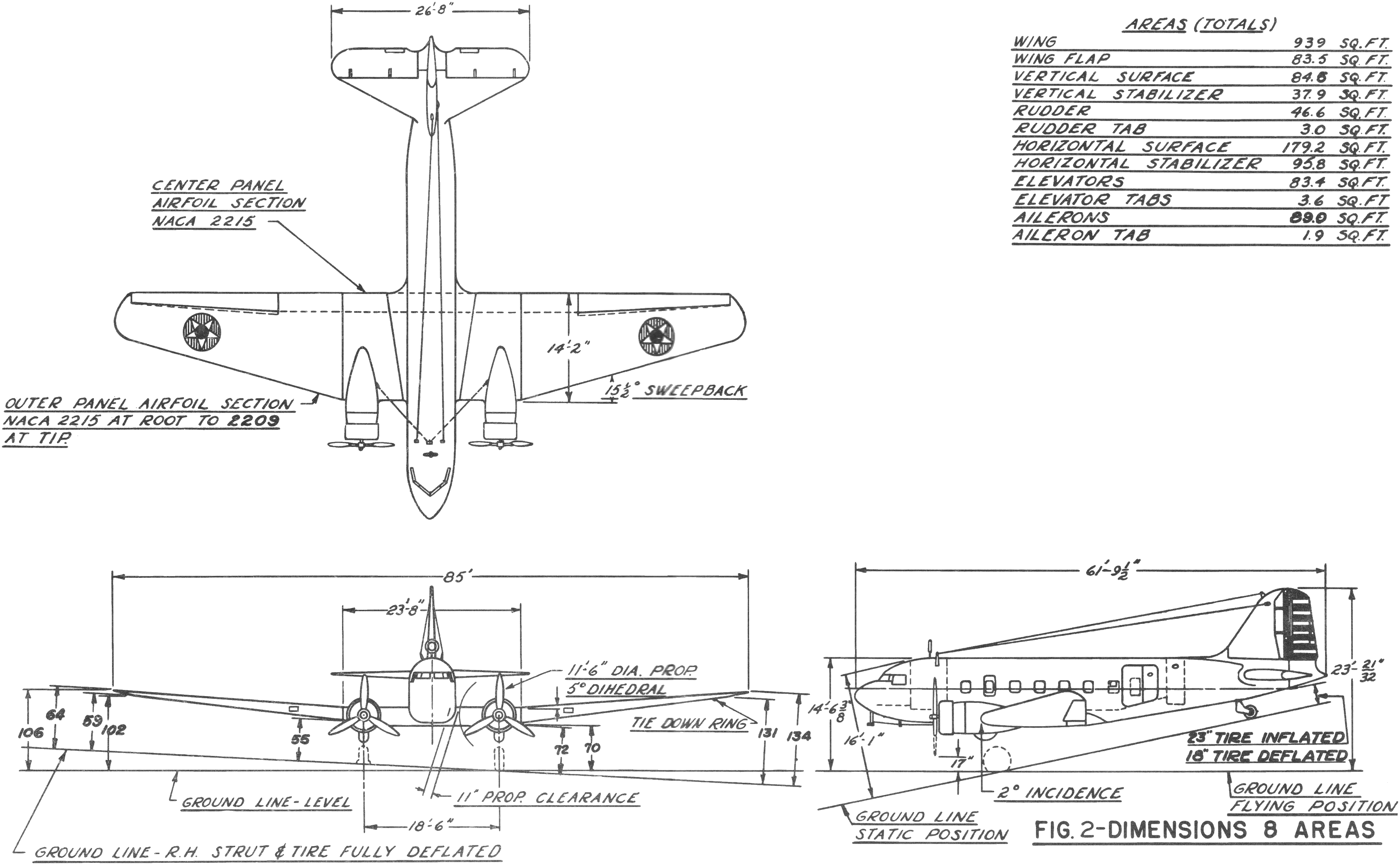
tekening van de afmetingen van de Douglas C-39 and C-42 (Douglas DC-2)